# 안양 피닉스 FC
안양 피닉스 FC는 경기도 안양시 자유공원 인조잔디구장을 홈으로 하여 대한민국 6부 축구리그인 K6리그 경기도 리그에 참가중인 아마추어 축구팀이다.

## 팀소개
| 전체 명칭 | 안양 피닉스 축구단           |
| 원어 명칭 | Anyang Phoenix Football Club |
| 대륙      | 아시아 축구 연맹 (AFC)       |
| 협회      | 대한축구협회 (KFA)           |
| 국가      | 대한민국                     |
| 도시      | 경기도 안양                  |
| 리그      | K6 경기                      |
| 창단      | 2001년 5월 4일               |
| 감독      | 한종훈                       |

## 수상내역
- 2018 K7리그 안양시 우승
- 2018 경기도지사기 축구대회 우승
- 2019 K6리그 경기도 B권역 준우승
- 2019 안양대학교 총장배 축구대회 30대부 우승
- 2021 경기도축구협회장기 동호인 축구대회 30대부 4강 진출